# Puce (couleur)
Pour les articles homonymes, voir Puce.
Le terme puce remplace souvent dans le domaine de l'habillement et de la mode, le nom de couleur marron, la nuance variant quelque peu selon les fabricants et les époques. On trouve « puce foncé », « puce-gris ». Des termes dérivés comme ventre de puce ont pu désigner des nuances trop différentes pour être englobées sous la même appellation.

## Origine
L'expression « couleur puce » est attestée en 1776.

« La mode a toujours eu des bizarreries et elle a fait naître des fantaisies, des caprices excentriques.
Durant l'été de 1775, la reine ayant choisi une robe de taffetas d'une couleur brune, le roi en l'apercevant, s'écria en riant :

— C'est couleur de puce.

Immédiatement le mot fit fortune et les dames de la cour, puis les bourgeoises de la ville, voulurent posséder des taffetas puce. Les hommes ne tardèrent pas à adopter la même couleur.
Les marchands d'étoffes concentrèrent leurs efforts sur cette couleur et à l'ouverture de l'hiver, ils exposèrent des étoffes jeune puce, vieille puce et ces nuances se subdivisèrent en ventre, dos, cuisse et tête de puce ; il y eut même la couleur puce royale. »

— Gazette anecdotique, 1892
.
Les boutiques vendaient alors des colifichets avec de nombreuses couleurs supposées cacher les indésirables puces. Les femmes disposaient aussi d'un piège à puces, flanelle sur la poitrine censée attirer ces parasites. Lorsque l'étoffe en était remplie, elle était lessivée et remplacée.

## Définitions, évolutions
D'une création contemporaine de la couleur cuisse de nymphe émue, dont le créateur, Beaulard, est crédité de l'invention des noms de couleurs dos et ventre de puce, puce survivra à des dizaines d'autres noms plus ou moins arbitraires ou de circonstance. On en a, par l'Encyclopédie Panckoucke, une définition précise :

« PUCE. C'est un rouge brunâtre. On le fait avec un alunage, un bain de pyrolignate de fer et un garançage. En donnant plus ou moins d'intensité au bain de garance, on obtiendra une couleur qui se rapprochera plus ou moins du rouge. »

— Manufactures, arts et métiers, 1828.
Au XIXe siècle, Chevreul entreprend de repérer les couleurs les unes par rapport aux autres et par rapport aux raies de Fraunhofer, Le tissu de soie Puce du fabricant Tuvée est 4 bleu-violet 13 ton, c'est-à-dire un violet tirant légèrement sur le bleu, rabattu, de même teinte, mais plus clair que le violet évêque de la même maison. La couleur ne semble pas avoir de rapport avec l'insecte Pulex irritans, mais plutôt avec la puce d'eau ou daphnie ou bien à la puce de lit (punaise). Le Moniteur scientifique suit cette définition, indiquant en 1884 « Ainsi 7⁄8 d'alumine et 1⁄8 de fer donneront avec l'alizarine une couleur puce, et 1⁄8 d'alumine avec 7⁄8 de fer un violet plus agréable à l'œil que celui que produirait le fer seul ».
Le terme couleur puce ne semble plus correspondre, à cette époque, à une teinte bien connue, bien qu'elle ait été, selon un auteur des années 1920, à la mode vers 1830. L'expression « couleur puce » est assez fréquente à la fin du XIXe siècle, mais on lit « une toilette de couleur … voyons une de ces nuances indéfinissables qu'au beau temps de la Restauration on eut appelée couleur puce ».
Dans les nuanciers modernes de tissu ou de fil, puce correspond à une assez large variété de teintes en général marron : marron puce 1247 marron puce 1186
En décoration, on trouve M09 puce.